# Seven Keys to Baldpate (film fra 1917)
Seven Keys to Baldpate er en amerikansk stumfilm fra 1917 af Hugh Ford.

## Medvirkende
- George M. Cohan som George Washington Magee
- Anna Q. Nilsson som Mary Norton
- Hedda Hopper som Myra Thornhill
- Corene Uzzell som Mrs. Rhodes
- Joseph W. Smiley